# Quartel Geral da Armada Espanhola

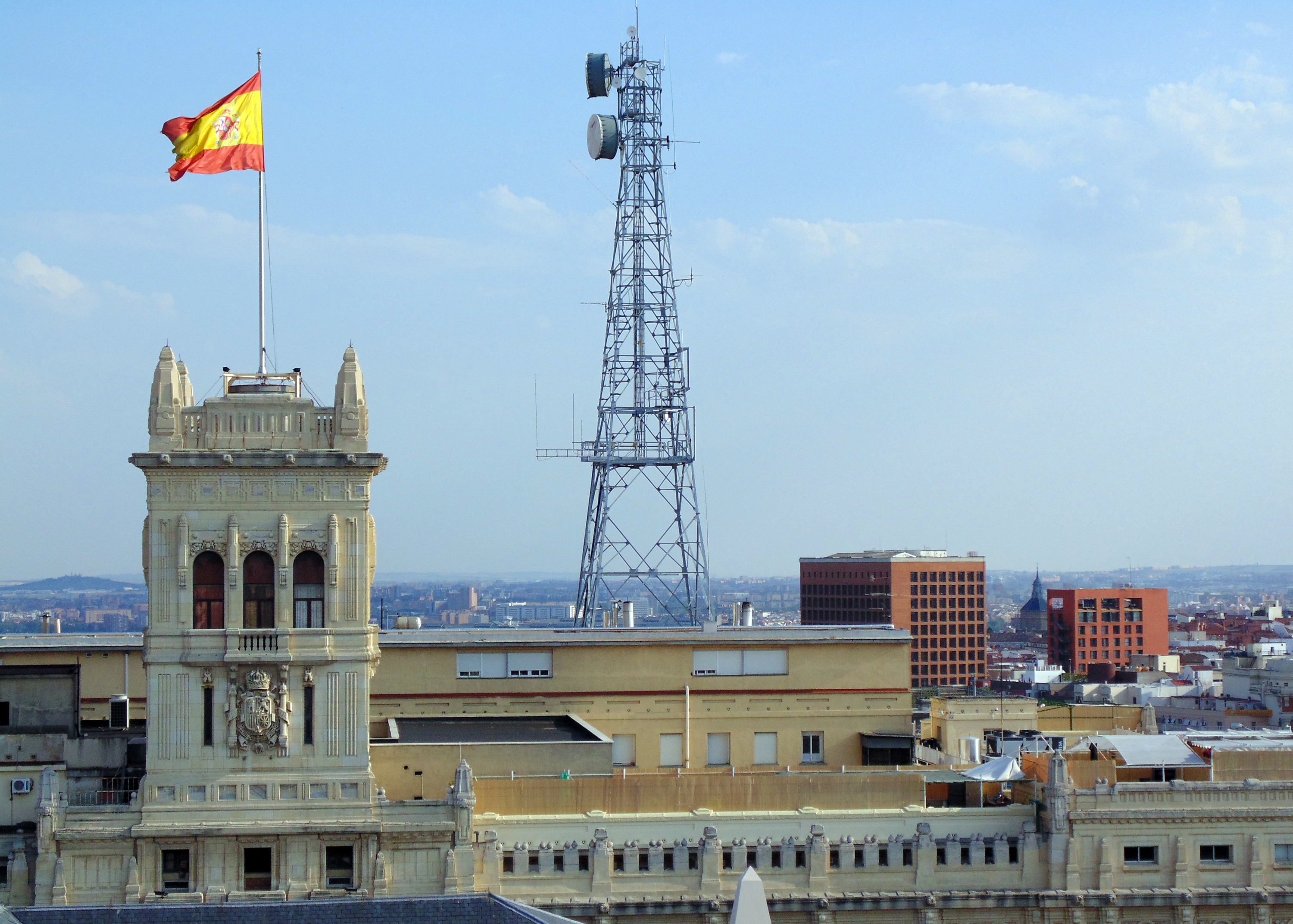
Torre do Quartel Geral da Armada Espanhola

O Quartel Geral da Armada é um conjunto de órgãos com a finalidade de auxiliar ao Almirante Chefe do Estado Maior no exercício de comando da Armada Espanhola. Tem sua sede em Madrid.  

## Edifício sede
Trata-se de um edifício neogótico situado no Passeio do Prado de Madri. Em 1915 o Palácio de Godoy, sede central do Ministério de Marinha, encontrava-se num estado ruinoso. Gabino Bugallal, Ministro de Fazenda, propõe ao rei Alfonso XIII a construção de uma nova sede.

Foi desenhado pelos arquitetos José Espelius e Francisco Javier de Luque. Sua construção iniciou-se em 1925, em terrenos pertencentes aos Jardins do Bom Retiro, sendo inaugurado em 16 de julho de 1928. Conta com uma fachada principal de corte historicista e em seu canto Sudeste, numa parte moderna do edifício, possui em seus baixos a entrada ao Museu Naval, que ocupa parte do edifício. 

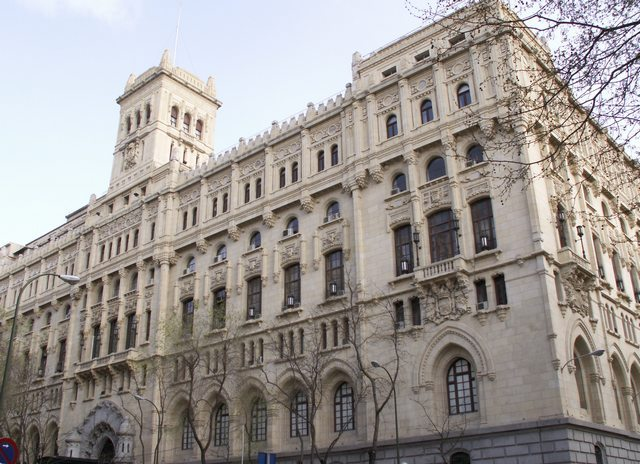
Quartel Geral da Armada.

## Órgãos que o formam
- Estado Maior da Armada.
- Chefia de Sistemas de Informação e Telecomunicações.
- Chefia de Assistência e Serviços Gerais.
- Órgão de História e Cultura Naval.
- Gabinete do Chefe de Estado Maior da Armada.
- Assessoria Jurídica do Quartel Geral da Armada.
- Seção de Segurança Naval Central.

## Veja-se também
- Estado Maior da Armada Espanhola
- Chefe do Estado Maior da Armada Espanhola
- Quartel Geral do Exército de Terra
- Quartel Geral do Exército do Ar